# ГЕС Dapein
ГЕС Dapein — гідроелектростанція на північному сході М'янми. Знаходячись після ГЕС Dayingjiang IV, становить нижній ступінь каскаду на річці Daying, лівій притоці Іраваді (одна з найбільших річок Південно-Східної Азії, яка впадає кількома рукавами до Андаманського моря та Бенгальської затоки).
У межах проекту річку перекрили бетонною греблею заввишки 46 метрів, яка відводить воду у прокладений під правобережним масивом дериваційний тунель завдовжки майже 3 км, який неподалік від закінчення сполучений з двома вирівнювальними резервуарами шахтного типу.
У підсумку ресурс надходить до розташованого на правому березі Daying наземного машинного залу, де встановлено чотири турбіни типу Френсіс потужністю по 60 МВт. При напорі у 69 метрів вони забезпечують виробництво 1070 млн кВт-год електроенергії на рік.
Проект реалізувала китайська Datang (Yunnan) United Hydropower Developing Company (85 %) за участі місцевої державної Department of Hydropower Planning Ministry of Electric (15 %).